# Боровка (приток Усты)
Боровка — река в России, протекает в Краснобаковском районе Нижегородской области. Устье реки находится в 72 км по левому берегу реки Уста. Длина реки составляет 12 км.
Исток Боровки находится восточнее села Носовая в 31 км к северо-востоку от посёлка Красные Баки. Течёт на северо-запад, в верхнем течении протекает по селу Носовая, где пересекает шоссе Р-159 Нижний Новгород — Урень, ниже течёт по ненаселённому лесному массиву.

## Данные водного реестра
По данным государственного водного реестра России относится к Верхневолжскому бассейновому округу, водохозяйственный участок реки — Ветлуга от города Ветлуга и до устья, речной подбассейн реки — Волга от впадения Оки до Куйбышевского водохранилища (без бассейна Суры). Речной бассейн реки — (Верхняя) Волга до Куйбышевского водохранилища (без бассейна Оки).
По данным геоинформационной системы водохозяйственного районирования территории РФ, подготовленной Федеральным агентством водных ресурсов:
- Код водного объекта в государственном водном реестре — 08010400212110000043403
- Код по гидрологической изученности (ГИ) — 110004340
- Код бассейна — 08.01.04.002
- Номер тома по ГИ — 10
- Выпуск по ГИ — 0